# Heinrich Doblhoff-Dier
Heinrich Doblhoff-Dier (6. února 1838 Vídeň – 12. března 1913 Weikersdorf) byl rakouský politik německé národnosti, v 2. polovině 19. století poslanec Říšské rady.

## Biografie
Působil jako statkář ve Weikersdorfu. Byl šlechticem. Pocházel z vlivného rodu Doblhoffů. Jeho strýcem byl politik Anton von Doblhoff-Dier a nevlastním dědem ministr spravedlnosti Adolf Pratobevera von Wiesborn.
Vystudoval práva na Vídeňské univerzitě. Od roku 1859 do roku 1883 byl pak činný ve státní správě jako pracovník na dolnorakouském místodržitelství.
Byl aktivní i veřejně a politicky. Od roku 1869 do roku 1874 zasedal jako poslanec Dolnorakouského zemského sněmu. Byl také poslancem Říšské rady (celostátního parlamentu Předlitavska), kam nastoupil v prvních přímých volbách roku 1873 za kurii velkostatkářskou v Dolních Rakousích. Mandát zde obhájil ve volbách roku 1879, volbách roku 1885, volbách roku 1891, volbách roku 1897 a volbách roku 1901. V roce 1873 se uvádí jako baron Heinrich von Doblhoff, statkář, bytem Weikersdorf u Badenu.
Politicky byl orientován jako ústavověrný poslanec. V roce 1873 do parlamentu nastupoval za skupinu ústavověrných velkostatkářů (tzv. Strana ústavověrného velkostatku, centralisticky a provídeňsky zaměřená). Jako ústavověrný poslanec se uvádí i po volbách roku 1879. Na Říšské radě se v říjnu 1879 zmiňuje coby člen staroněmeckého Klubu liberálů (Club der Liberalen). Od roku 1881 patřil do klubu Sjednocené levice, do kterého se spojilo několik ústavověrných proudů německých liberálů. Za tento klub byl do Říšské rady zvolen i v roce 1885. Po následujícím rozpadu Sjednocené levice přešel do frakce Německorakouský klub. V roce 1890 se uvádí jako poslanec obnoveného klubu německých liberálů, nyní oficiálně nazývaného Sjednocená německá levice. Ve volbách roku 1891 byl na Říšskou radu zvolen opět za klub Sjednocené německé levice. Po volbách roku 1897 je uváděn coby ústavověrný velkostatkář.
Zasedal v státní komisi pro státní dluh. Vystoupil z ní v květnu 1886 kvůli sporům s konzervativními členy komise. Zasedal rovněž v státní železniční komisi. Po delší dobu byl viceprezidentem c. k. zemědělské společnosti ve Vídni.
Z manželství s baronkou Marií Ruskefer von Wellenthal (1841–1911) měl syny Heinricha (1868–1926) a Rudolfa (1870–1950).
Zemřel na zámku Weikersdorf v březnu 1913.